# Auguste-Jean-Gabriel Maurice
Auguste-Jean-Gabriel Maurice OFM (chiń. 穆理思; ur. 10 października 1862 w La Plaine, zm. 27 lipca 1925 w Pornic) – francuski duchowny rzymskokatolicki, franciszkanin, misjonarz, wikariusz apostolski Północnego Shaanxi i Centralnego Shaanxi.

## Biografia
W 1879 wstąpił do Zakonu Braci Mniejszych. 5 września 1885 otrzymał święcenia prezbiteriatu i został kapłanem swojego zakonu.
1 sierpnia 1908 papież Pius X mianował go wikariuszem apostolskim Północnego Shaanxi oraz biskupem tytularnym lesvijskim. 30 listopada 1908 w Czyfu przyjął sakrę biskupią z rąk wikariusza apostolskiego Wschodniego Szantungu Césaira Jeana Schanga OFMObs. Współkonsekratorami byli wikariusz apostolski Południowego Szantungu Augustin Henninghaus SVD oraz koadiutor wikariusza apostolskiego Wschodniego Szantungu Adéodat-Jean-Roch Wittner OFM.
12 kwietnia 1911 ten sam papież przeniósł go na urząd wikariusza apostolskiego Centralnego Shaanxi. 14 lutego 1916 zrezygnował z katedry. Później powrócił do Francji, gdzie 27 lipca 1925 zmarł.